# Nationale Universität Samoa
Die Nationale Universität von Samoa (engl. National University of Samoa; Abk. NUS; samoanisch: Le Iunivesite Aoao o Samoa) ist eine Hochschuleinrichtung in Apia, der Hauptstadt von Samoa. Die Universität wurde 1984 gegründet und befindet sich auf drei Campus. Der Hauptcampus wurde mit Mitteln der japanischen Regierung errichtet. Sie bietet Zertifikate, Diplome, Bachelor-Abschlüsse, Master-Abschlüsse in Erziehung und Entwicklungsstudien sowie technische und berufliche Kurse an. Im Jahr 2020 waren rund 2800 Studierende eingeschrieben.

## Geschichte
Die Gründung der Nationalen Universität von Samoa wurde 1984 durch ein Gesetz des Parlaments genehmigt. Seit 1987 bietet die Universität einen Bachelor of Education an. Ein Jahr später wurde ein Bachelor of Arts-Abschluss eingeführt. Im Jahr 1990 schlossen die ersten Absolventen beider Programme ihr Studium ab. Kurz darauf folgten die Fakultäten für Wirtschaft und Wissenschaft, sowie 1993 die Fakultät für Krankenpflege. 1999 wurde das Institute of Samoan Studies eröffnet, das später in Centre for Samoan Studies (CSS) umbenannt wurde. 2015 wurden weitere Campus eröffnet, einer in Mulinuʻu, der die Fakultät für Maritime Ausbildung und das Meeresforschungszentrum beherbergt, sowie einer in Motoʻotua, wo die Medizinische Fakultät gegründet wurde.

## Fakultäten
- Fakultät für Geisteswissenschaften
- Fakultät für Wirtschaft und Unternehmertum
- Fakultät für Erziehungswissenschaften
- Fakultät für Medizin
- Fakultät für Naturwissenschaften
- Fakultät für Wirtschaft und allgemeine Studien
- Fakultät für Ingenieurwissenschaften
- Schule für Meereskunde